# Championnat du monde masculin de basket-ball 1998
Navigation
Édition précédente Édition suivante
Le Championnat du monde masculin de basket-ball 1998 s'est déroulé en Grèce.

## Équipes participantes et groupes
| Groupe A Italie Sénégal Grèce Canada | Groupe B Russie Japon Serbie-Montenegro Porto Rico | Groupe C États-Unis Brésil Lituanie Corée du Sud | Groupe D Argentine Australie Espagne Nigeria |

Les trois premiers de chaque groupe se qualifient pour le 2e tour. Ils y rencontrent 3 autres équipes issues d'un même groupe. 
Les résultats du premier tour entre ses équipes qualifiées comptent pour le classement final des groupes du 2e tour.
À l'issue de ce deuxième tour, les 4 premiers de chaque groupe disputent des quarts de finale croisés.

## Premier tour

### Groupe A
| Rang | Équipe  | Pts | J | G | P | Pp  | Pc  | Diff |  | Résultats (dom.\ext.) |       |       |       |       |
| ---- | ------- | --- | - | - | - | --- | --- | ---- |  | --------------------- | ----- | ----- | ----- | ----- |
| 1    | Grèce   | 6   | 3 | 3 | 0 | 210 | 185 | 25   |  | Grèce                 |       | 64-56 | 78-72 | 68-57 |
| 2    | Italie  | 5   | 3 | 2 | 1 | 211 | 199 | 12   |  | Italie                | 56-64 |       | 79-69 | 76-66 |
| 3    | Canada  | 4   | 3 | 1 | 2 | 211 | 214 | -3   |  | Canada                | 72-78 | 69-79 |       | 70-57 |
| 4    | Sénégal | 3   | 3 | 0 | 3 | 180 | 214 | -34  |  | Sénégal               | 57-68 | 66-76 | 57-70 |       |

### Groupe B
| Rang | Équipe      | Pts | J | G | P | Pp  | Pc  | Diff |  | Résultats (dom.\ext.) |       |       |       |       |
| ---- | ----------- | --- | - | - | - | --- | --- | ---- |  | --------------------- | ----- | ----- | ----- | ----- |
| 1    | Yougoslavie | 6   | 3 | 3 | 0 | 261 | 194 | 67   |  | Yougoslavie           |       | 82-74 | 80-66 | 99-54 |
| 2    | Russie      | 5   | 3 | 2 | 1 | 243 | 213 | 30   |  | Russie                | 74-82 |       | 86-73 | 83-58 |
| 3    | Porto Rico  | 4   | 3 | 1 | 2 | 217 | 223 | -6   |  | Porto Rico            | 66-80 | 73-86 |       | 78-57 |
| 4    | Japon       | 3   | 3 | 0 | 3 | 169 | 260 | -91  |  | Japon                 | 54-99 | 58-83 | 57-78 |       |

### Groupe C
| Rang | Équipe       | Pts | J | G | P | Pp  | Pc  | Diff |  | Résultats (dom.\ext.) |       |       |       |       |
| ---- | ------------ | --- | - | - | - | --- | --- | ---- |  | --------------------- | ----- | ----- | ----- | ----- |
| 1    | Lituanie     | 6   | 3 | 3 | 0 | 247 | 200 | 47   |  | Lituanie              |       | 84-82 | 66-62 | 97-56 |
| 2    | États-Unis   | 5   | 3 | 2 | 1 | 253 | 205 | 48   |  | États-Unis            | 82-84 |       | 83-59 | 88-62 |
| 3    | Brésil       | 4   | 3 | 1 | 2 | 197 | 222 | -25  |  | Brésil                | 62-66 | 59-83 |       | 76-73 |
| 4    | Corée du Sud | 3   | 3 | 0 | 3 | 191 | 261 | -70  |  | Corée du Sud          | 56-97 | 62-88 | 73-76 |       |

### Groupe D
| Rang | Équipe    | Pts | J | G | P | Pp  | Pc  | Diff |  | Résultats (dom.\ext.) |       |       |       |       |
| ---- | --------- | --- | - | - | - | --- | --- | ---- |  | --------------------- | ----- | ----- | ----- | ----- |
| 1    | Espagne   | 6   | 3 | 3 | 0 | 225 | 211 | 14   |  | Espagne               |       | 68-67 | 77-76 | 80-68 |
| 2    | Argentine | 5   | 3 | 2 | 1 | 201 | 181 | 20   |  | Argentine             | 67-68 |       | 66-62 | 68-51 |
| 3    | Australie | 4   | 3 | 1 | 2 | 208 | 207 | 1    |  | Australie             | 76-77 | 62-66 |       | 70-64 |
| 4    | Nigeria   | 3   | 3 | 0 | 3 | 183 | 218 | -35  |  | Nigeria               | 68-80 | 51-68 | 64-70 |       |

## Deuxième tour

### Groupe E
| Rang | Équipe      | Pts | J | G | P | Pp  | Pc  | Diff |  | Résultats (dom.\ext.) |       |       |       |       |       |       |
| ---- | ----------- | --- | - | - | - | --- | --- | ---- |  | --------------------- | ----- | ----- | ----- | ----- | ----- | ----- |
| 1    | Yougoslavie | 11  | 6 | 5 | 1 | 486 | 366 | 120  |  | Yougoslavie           |       | -     | 70-56 | 60-61 | -     | 95-55 |
| 2    | Russie      | 11  | 6 | 5 | 1 | 455 | 388 | 67   |  | Russie                | -     |       | 60-48 | 71-55 | -     | 81-72 |
| 3    | Grèce       | 10  | 6 | 4 | 2 | 385 | 379 | 6    |  | Grèce                 | 56-70 | 48-60 |       | -     | 71-64 | -     |
| 4    | Italie      | 10  | 6 | 4 | 2 | 395 | 393 | 2    |  | Italie                | 61-60 | 55-71 | -     |       | 68-63 | -     |
| 5    | Porto Rico  | 8   | 6 | 2 | 4 | 438 | 443 | -5   |  | Porto Rico            | -     | -     | 64-71 | 63-68 |       | 94-81 |
| 6    | Canada      | 7   | 6 | 1 | 5 | 419 | 484 | -65  |  | Canada                | 55-95 | 72-81 | -     | -     | 81-94 |       |

### Groupe F
| Rang | Équipe     | Pts | J | G | P | Pp  | Pc  | Diff |  | Résultats (dom.\ext.) |       |       |       |       |       |       |
| ---- | ---------- | --- | - | - | - | --- | --- | ---- |  | --------------------- | ----- | ----- | ----- | ----- | ----- | ----- |
| 1    | États-Unis | 11  | 6 | 5 | 1 | 511 | 430 | 81   |  | États-Unis            |       | 75-73 | -     | 87-74 | 96-78 | -     |
| 2    | Espagne    | 11  | 6 | 5 | 1 | 457 | 429 | 28   |  | Espagne               | 73-75 |       | 86-80 | -     | -     | 73-63 |
| 3    | Lituanie   | 10  | 6 | 4 | 2 | 472 | 432 | 40   |  | Lituanie              | -     | 80-86 |       | 84-75 | 61-71 | -     |
| 4    | Argentine  | 9   | 6 | 3 | 3 | 436 | 428 | 8    |  | Argentine             | 74-87 | -     | 75-84 |       | -     | 86-76 |
| 5    | Australie  | 9   | 6 | 3 | 3 | 432 | 427 | 5    |  | Australie             | 78-96 | -     | 71-61 | -     |       | 75-63 |
| 6    | Brésil     | 7   | 6 | 1 | 5 | 399 | 456 | -57  |  | Brésil                | -     | 63-73 | -     | 76-86 | 63-75 |       |

## Tableau final
|  | Quarts de finale | Quarts de finale     |        |       | Demi-finales           | Demi-finales |  |  | Finale     | Finale |
|  | Quarts de finale | Quarts de finale     |        |       | Demi-finales           | Demi-finales |  |  | Finale     | Finale |
|  |                  |                      |        |       |                        |              |  |  |            |        |
|  |                  |                      |        |       |                        |              |  |  |            |        |
|  |                  |                      |        |       |                        |              |  |  |            |        |
|  | Russie           | 82                   |        |       |                        |              |  |  |            |        |
|  | Russie           | 82                   |        |       |                        |              |  |  |            |        |
|  | Lituanie         | 67                   |        |       |                        |              |  |  |            |        |
|  | Lituanie         | 67                   | Russie | 66    |                        |              |  |  |            |        |
|  |                  |                      | Russie | 66    |                        |              |  |  |            |        |
|  |                  | États-Unis           | 64     |       |                        |              |  |  |            |        |
|  | Italie           | États-Unis           | 64     | 77    |                        |              |  |  |            |        |
|  | Italie           |                      |        | 77    |                        |              |  |  |            |        |
|  | États-Unis       | 80                   |        |       |                        |              |  |  |            |        |
|  | États-Unis       | 80                   | Russie | 62    |                        |              |  |  |            |        |
|  |                  |                      | Russie | 62    |                        |              |  |  |            |        |
|  |                  | RF Yougoslavie       | 64     |       |                        |              |  |  |            |        |
|  | RF Yougoslavie   | RF Yougoslavie       | 64     | 70    |                        |              |  |  |            |        |
|  | RF Yougoslavie   |                      |        | 70    |                        |              |  |  |            |        |
|  | Argentine        | 62                   |        |       |                        |              |  |  |            |        |
|  | Argentine        | 62                   | Grèce  | 73    |                        |              |  |  |            |        |
|  |                  |                      | Grèce  | 73    | Match pour la 3e place |              |  |  |            |        |
|  |                  | RF Yougoslavie a. p. | 78     |       |                        |              |  |  |            |        |
|  | Grèce            | RF Yougoslavie a. p. | 78     | 69    |                        |              |  |  |            |        |
|  | Grèce            |                      |        | 69    |                        |              |  |  |            |        |
|  | Espagne          | 62                   |        | Grèce | 61                     |              |  |  |            |        |
|  | Espagne          | 62                   |        | Grèce | 61                     |              |  |  |            |        |
|  |                  |                      |        |       |                        |              |  |  | États-Unis | 84     |
|  |                  |                      |        |       |                        |              |  |  | États-Unis | 84     |

## Podium final
| Rang                      | Équipe      |
| ------------------------- | ----------- |
| Médaille d'or, monde      | Yougoslavie |
| Médaille d'argent, monde  | Russie      |
| Médaille de bronze, monde | États-Unis  |

## Statistiques

### Les récompenses
- Équipe type : Željko Rebrača  Yougoslavie, Gregor Fucka  Italie, Artūras Karnišovas  Lituanie, Alberto Herreros  Espagne , Vassili Karassev  Russie

## Sources et précisions
1. ↑  Jusqu'en décembre 2001, l'équipe de Serbie-et-Monténégro a gardé le nom et le palmarès de feue l'équipe de Yougoslavie.